# Markus Weller
Markus Alexander Weller (* 2. Juli 1965 in Köln) ist ein deutscher Kunst- und Antiquitätenhändler.

## Leben
Weller gilt als Experte für Ikonen und Russisches Kunsthandwerk des 17. bis frühen 20. Jahrhunderts. Er ist Mitglied des Kunsthändlerverbands Deutschland und der International Confederation of Art and Antique Dealers Associations (CINOA). Er eröffnete im Alter von 19 Jahren seine erste Geschäftsniederlassung zum Verkauf von Antiquitäten in Düsseldorf. Heute betreibt er zwei Ladenlokale in der Düsseldorfer Carlstadt.
Bekanntheit in der überregionalen Öffentlichkeit erlangte Weller durch seine Auftritte in der sechsten Staffel der ZDF-Fernsehsendereihe Bares für Rares, bei denen er 2015 und 2016 als Sachverständiger ihm vorgelegte Exponate auf ihren Verkehrswert taxierte.